# Ashante Adonis
Tehuti Miles (Hammonton, 24 novembre 1992) è un wrestler statunitense sotto contratto con la WWE.

## Carriera

### Ring of Honor (2018–2019)
Dopo essersi allenato nella Maryland Championship Wrestling, Miles ha fatto il suo debutto nel 2018 alle registrazioni televisive del 3 novembre in un Dark match in coppia con Dante Caballero e Joe Keys in un Six-man Tag Team match perdendo contro Cheeseburger, Eli Isom e Ryan Nova. Due settimane dopo, Miles è tornato per il Future of Honor Tapings il 23 novembre, durante il quale ha perso il suo primo match singolo in Ring of Honor contro Ken Dixon.
L'anno successivo, nel 2019, Miles ha fatto il suo debutto in pay-per-view il 26 gennaio durante la terza notte del tour 2019 Road To G1 Supercard. Quella notte, Miles ha debuttato con il suo nuovo ringname Elijah King in un Dark match perso contro Andy Dalton.

### WWE (2018–2021)

#### NXTeSmackDown(2018–2021)
Miles firmò con la WWE nel 2018, venendo mandato al Performance Center per allenarsi. La sua prima apparizione avvenne nella puntata di Raw dove lui e Brandon Scott, presentati come due jobber locali, vennero sconfitti da Braun Strowman in un 2-on-1 Handicap match. Successivamente, Miles, con il suo vero nome, si stabilì nel roster di NXT. Nella puntata di 205 Live del 28 agosto 2020 Miles cambiò ringname in Ashante "Thee" Adonis e venne sconfitto da The Brian Kendrick. Nella puntata speciale NXT Super Tuesday II del 2 settembre (andata in onda l'8 settembre) Adonis venne sconfitto da Velveteen Dream. Nella puntata di 205 Live del 13 novembre Adonis partecipò ad un Fatal 5-Way match che comprendeva anche Ariya Daivari, August Grey, Curt Stallion e Tony Nese per determinare il contendente nº1 all'NXT Cruiserweight Championship di Santos Escobar ma il match venne vinto da Stallion. Tempo dopo, l'11 maggio, Adonis si unì alla Hit Row, composta da Isaiah "Swerve" Scott, B-Fab e Top Dolla; la sera stessa, Adonis e Dolla sconfissero Ariya Daivari e Tony Nese senza molti problemi.
Il 1º ottobre, per effetto del Draft, Adonis, insieme all'Hit Row, passò al roster di SmackDown.
Il 18 novembre, tuttavia, Adonis venne rilasciato dalla WWE, e con lui diversi altri wrestler.

### Ritorno in WWE (2022–presente)

#### Ritorno aSmackDown(2022–2024)
Adonis, Top Dolla e B-Fab fecero il loro ritorno in WWE nella puntata di SmackDown del 12 agosto 2022 dove Adonis e Dolla sconfissero i jobber Brendon Scott e Trevor Irvin. Nella puntata di SmackDown del 16 settembre Adonis e Top Dolla presero parte ad un Fatal 4-Way Tag Team match che comprendeva anche i Brawling Brutes (Butch e Ridge Holland), l'Imperium (Giovanni Vinci e Ludwig Kaiser) e il New Day (Kofi Kingston e Xavier Woods) per determinare i contendenti n°1 all'Undisputed WWE Tag Team Championship degli Usos ma il match venne vinto da Butch e Holland. Dopo aver prevalso sul Legado del Fantasma (Cruz Del Toro e Joaquin Wilde) e i Viking Raiders il 16 dicembre a SmackDown, la settimana dopo Adonis e Dolla affrontarono gli Usos per l'Undisputed WWE Tag Team Championship ma vennero sconfitti.
Nella puntata di SmackDown del 20 gennaio Adonis e Dolla sconfissero i Los Lotharios (Angel e Humberto) nel primo turno del torneo per determinare i contendenti n°1 allo SmackDown Tag Team Championship degli Usos. La settimana dopo, però, Adonis e Top Dolla vennero eliminati da Braun Strowman e Ricochet nella semifinale. Nella puntata di SmackDown del 31 marzo partecipò all'annuale André the Giant Memorial Battle Royal ma venne eliminato. Il 21 settembre Top Dolla venne licenziato dalla WWE, insieme a molti altri colleghi, il che lasciò Adonis e B-Fab da soli.

#### Ritorno aNXT(2024–presente)
Nella puntata di SmackDown del 9 febbraio venne mandato in onda un video in cui Adonis e Cedric Alexander formarono il loro tag team. Insieme a Alexander, Adonis torno a NXT dalla puntata del 9 luglio 2024. Nel suo match di ritorno a NXT, perse contro Oro Mensah. Nel settembre del 2024 fini la sua alleanza con Alexander per formarne una nuova con Je'Von Evans. Nella puntata di NXT del 15 ottobre, Adonis ha affrontato Brooks Jensen perdendo dopo essere stato distratto da Karmen Petrovic, con la quale Adonis era stato coinvolto in una storyline settimane prima.

## Personaggio

### Mosse finali
- Long Kiss Goodnight (Superkick)